# Philosophie chinoise
 (mars 2015).
- Si vous ne connaissez pas le sujet, laissez ce bandeau (vous pouvez alors contacter les auteurs).
- Si vous supprimez le contenu mis en cause (vous pouvez préalablement contacter les auteurs),

argumentez précisément cette suppression dans la page de discussion
(un manque de référence n'est pas un argument ; une recherche réelle de référence doit avoir été effectuée, être formellement documentée).
 (février 2013).
Si vous disposez d'ouvrages ou d'articles de référence ou si vous connaissez des sites web de qualité traitant du thème abordé ici, merci de compléter l'article en donnant les références utiles à sa vérifiabilité et en les liant à la section « Notes et références ».
La philosophie chinoise rassemble divers courants de pensée essentiellement issus de trois traditions : le confucianisme, le taoïsme et le bouddhisme.

## Fondations
La philosophie chinoise plonge ses racines dans l'antiquité. On  la fait remonter au Yi Jing, le fameux Livre des Mutations, qui est une grille de 64 états transitoires symbolisés par les hexagrammes et les nombreuses possibilités de transformations qu'ils proposent. La pensée de cette époque s'orientait vers l'observation de la nature et de ses cycles. Observant les craquelures provoquées par la flamme sur des écailles de tortue ou des omoplates, les anciens Chinois pensaient « lire » le cours du monde. Pour noter le résultat de ces études oraculaires, c'est-à-dire en général savoir s'il est faste d'entreprendre telle chasse ou telle guerre, les sinogrammes ont été inventés. Une catégorie d'hommes s'est spécialisée dans la manipulation de ces caractères et le métier de devin s'est rapproché de celui d'annaliste. Connaissant l'écriture et donc capables de lire les règlements, ces annalistes sont devenus des fonctionnaires et des lettrés, faisant souvent partie de la petite noblesse, intermédiaire entre le prince et le peuple. Ceux-ci débattaient des problèmes rencontrés dans leur vie de tous les jours et proposaient leurs conseils aux princes. Certains, comme Confucius et Lao Zi, ont eu une postérité et une influence qui n'ont rien à envier à celles d'Aristote, Platon ou de Socrate.
Ainsi, quelques siècles avant notre ère, selon le même processus et à la même époque que la philosophie grecque et ses développements, quelques pères fondateurs ont initié des courants. Ces courants ont ensuite connu divers avatars, éclipses, résurgences, renouvellements, avant que des apports extérieurs, comme le bouddhisme, aient été intégrés. Les thématiques initiées par ces premiers maîtres sont restées au cœur de la pensée chinoise et lui ont en grande partie donné sa spécificité, bien que ces fondateurs aient vécu à une époque très éloignée et que leurs doctrines aient été interprétées, commentées, parfois déformées par des générations d'érudits dont les problèmes étaient fort différents.

## Spécificités
La philosophie chinoise diffère assez radicalement de la philosophie occidentale, au point que, techniquement, on peut refuser de qualifier de « philosophiques » les méthodes et les résultats de sa démarche. Refusant très tôt la spéculation et n'approchant que rarement et tardivement de la métaphysique  ou de la logique , la pensée chinoise s'appuie plus volontiers sur la synthèse plutôt que sur l'analyse, sur la résolution des problèmes que sur la définition des concepts, sur l'exemplarité que sur la démonstration , sur la fluidité  de l'esprit que sur la solidité des arguments. Ne reconnaissant pas d'entité unique,  personnelle  et créatrice  du monde, l'idée de vérité ultime et absolue à sonder par la foi ou la raison n'est que rarement invoquée dans une discussion philosophique .
En revanche, la morale humaine est au cœur du débat, et on s'oppose sur le fait de savoir si l'homme est naturellement bon mais perverti par la société (comme l'avance Mencius) ou si c'est seulement par l'éducation qu'on transforme une bête sauvage en être civilisé (répond Xun Zi). De fait, la pensée chinoise s'oriente surtout vers la résolution pratique des problèmes de la société. Elle est dans ce sens essentiellement politique, avec des exceptions qui ne cachaient pas leur hétérodoxie. Ainsi, bien qu'aujourd'hui en Occident on imagine la sagesse chinoise, voire asiatique, comme une méditation cosmique faite d'ascèse et de détachement du monde, c'est ne voir que la partie émergée — peut-être la plus en phase avec les aspirations contemporaines — de l'iceberg monumental que représente la production écrite des lettrés chinois.
On peut trouver des raisons à cette tendance lourde au réalisme pragmatique de la philosophie chinoise. Le fait que le corps des lettrés (nos « intellectuels »), pour des raisons historiques, ait eu à jouer un rôle central dans la société en tant que fonctionnaires, en est une. Le fait que les œuvres antiques comme le Livre des Poèmes (Shi Jing) révérées comme l'essence même de la culture ait surtout eu pour thème les relations du Prince et du peuple, et que les livres des fondateurs Confucius et Lao Zi soient écrits à l'usage du Prince, en est une autre. Cependant, cette tendance n'exclut pas les réflexions plus individualistes ou spirituelles comme celles que l'on trouve dans le taoïsme et le bouddhisme, des courants de remise en cause philologique des textes, des considérations cosmologiques ou naturalistes comme l'étude du Yin et du Yang, des Cinq éléments, etc.

## Courants majeurs
Des divers courants de pensée ayant contribué à la philosophie chinoise, trois sont majeurs, d'autres ont joué un rôle historique, voire anecdotique.

### Confucianisme

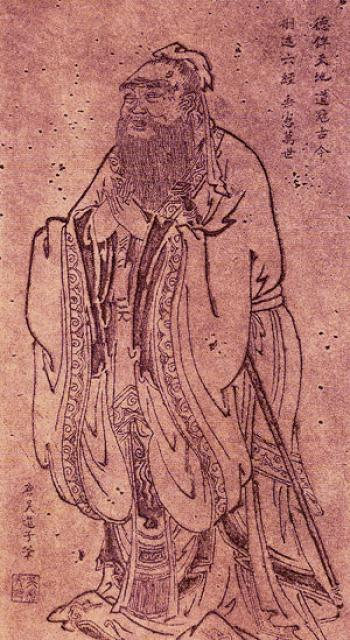
Portrait de Confucius.

Le confucianisme en est le courant principal et n'a connu que de rares mises à l'écart. Toute éducation se fondait avant tout sur les livres formant le « Canon confucianiste » : dont le Shi Jing ou Livre des Poèmes, le Yi Jing ou Livre des Mutations, les Annales de Lu, les Entretiens de Confucius et le livre de Mencius. Presque toute la production savante en Chine peut s'interpréter comme une suite de commentaires sur ces œuvres vénérées comme étant l'essence de l'esprit chinois. Presque tous les mouvements de pensée confucianiste se présentaient comme ayant renoué avec la vraie pensée du Sage. Ses principaux disciples sont nommés les Douze Philosophes et révérés dans les temples confucéens.
Entre les « réalistes » comme Xun Zi et les partisans de son pendant « idéaliste » Mencius, plus tard entre Wang Yangming et Zhu Xi, des tendances ont émergé et débattu de la pensée du Maître, enrichissant la philosophie de nouveaux concepts et de nouvelles interprétations. C'est la lignée de Mencius que Zhu Xi va privilégier et ses commentaires seront ceux considérés comme orthodoxes, c'est-à-dire comme références, par les examinateurs impériaux des dynasties Ming et Qing (la dernière).
Le confucianisme est une philosophie proposant une société patriarcale, tournée vers les traditions (culte des ancêtres, deuil de trois ans à la mort des parents, etc.). La société doit être dévouée au Prince qui lui-même doit faire preuve de bonté et de sagesse (Confucius pensait comme Platon que les philosophes devraient être rois et les rois philosophes). L'éducation et les lois (et règles morales) sont à la base de la vertu du peuple.
Le confucianisme se détacha en deux courants, le courant idéaliste incarné par Mencius et le réaliste incarné par Xun Zi (Siun-tseu). Mencius et les idéalistes pensent que la nature de homme tend à être bon[pas clair]; c'est-à-dire que toute chose égale par ailleurs, il aura tendance à faire une bonne action plutôt qu'une mauvaise; l'action du prince consistera donc à instaurer un cadre social où la bonté naturelle puisse s'exprimer librement. Les réalistes accusent les idéalistes de confondre l'inné et l'acquis et disent que l'homme naît méchant et égoïste mais que l'éducation permet de le transformer et de le rendre bon.

### Taoïsme

Le caractère 'Tao'.

Le taoïsme s'est le plus souvent placé en opposition par rapport à cette orthodoxie. Sous sa forme la plus typique, il a affiché son hétérodoxie, cultivé par des artistes ou des lettrés ayant été rejetés de la société. Sous une version « politique » moins connue, il s’est associé à cet autre adversaire du confucianisme qu’est le légisme ainsi qu'aux logiciens pour produire des courants qui eurent en leur temps un grand succès : pensée de Shen Buhai, courant huanglao. D’autre part il existe un taoïsme religieux centré sur les pratiques : rites, ascèse et méditation, alchimie ; c'est celui des empereurs à la recherche de l'immortalité ou encore du chamanisme populaire. Le taoïsme partage avec le confucianisme un même fond culturel chinois, et des œuvres essentielles ont été également revendiquées par les deux écoles, comme le Livre des Mutations. La plus ancienne version connue à ce jour du Dao De Jing (fin du IIIe - milieu du IVe siècle av. J.-C.) découverte dans une tombe princière y accompagnait un corpus de textes en majorité confucianistes. Le commentaire le plus lu en Chine de ce même ouvrage émane de Wang Bi, un fonctionnaire du palais qui tenta une synthèse des idées des deux courants pour réhabiliter le système confucéen contesté depuis la chute des Han.
Selon la taoïsme, le Tao est à l'origine de tout ce qui existe et dirige l'univers (guerre, paix, calamités, tout arrive par le Tao). Par conséquent, l'Homme doit chercher à vivre en harmonie avec le Tao et doit adopter une morale de l'inaction car la nature est bonne. Lao-tseu est d'accord pour dire avec Confucius que la société doit être gouvernée par un sage. Là où il diverge totalement, c'est quand il dit qu'une fois arrivé au pouvoir, le Prince ne doit rien faire, laisser le peuple aller de lui-même. Un bon gouvernement est un gouvernement qui ne gouverne pas. Les taoïstes nous proposent donc un retour à l'état de nature.

### Bouddhisme
Le bouddhisme venant d'Inde a réussi à s'imposer comme le troisième grand courant informant la pensée chinoise. Souvent décrié par les lettrés orthodoxes (confucianistes, donc) comme étant une collection de superstitions étrangères permettant aux bonzes de manger sans travailler, de s'écarter de leur conception des lois de la nature[réf. nécessaire] par leur abstinence et leur végétarisme. Malgré cela, en s'appropriant les concepts chinois et en les revitalisant, le bouddhisme a peu à peu obtenu ses lettres de noblesse et un grand nombre de ces lettrés sont devenus bouddhistes. Enfin, le bouddhisme put s'inscrire dans la logique confucéenne qui finit par le tolérer, car les monastères bouddhistes prenaient en charge les veuves, vieillards impotents et les orphelins dont la doctrine confucianiste ne savait que faire.
Un proverbe familier dit que « les trois religions n'en font qu'une », montrant que, malgré les luttes d'influences, la plupart des Chinois observaient à leur égard un syncrétisme pacifique, qui a par ailleurs profondément troublé les missionnaires chrétiens européens venus leur affirmer qu'il n'y a qu'un seul Dieu et qu'on ne peut servir deux maîtres à la fois. De plus, le terme « religion » ne s’applique pas au confucianisme, ni sans doute au premier courant taoïste. Taoïsme et confucianisme ont assez tôt occulté différents autres courants qui ont vu le jour presque en même temps (pendant la période dite des « Cent Écoles »).

## Les Cent Écoles
- Le légisme de Shang Yang ou Han Fei Zi est une doctrine purement politique, très autoritaire, ressemblant fort au totalitarisme et dont l'influence s'est manifestée lors de la création de l'Empire par Qin Shi Huang en 200 av. J.-C.. Selon les légistes, la loi est au-dessus de tout, les châtiments doivent être d'une sévérité extrême, on ne peut tenir compte que du bien public et les familles doivent toutes être au service exclusif du Prince. Ayant décrété un autodafé de tous les livres sauf ceux de médecine et d'agriculture, ayant envoyé à la mort des lettrés par centaines qui voulaient faire entendre les plaintes du peuple, le légisme a été unanimement condamné dans la Chine impériale, dès qu'il fut remplacé comme doctrine d'État par son ennemi direct, le confucianisme. La Chine lui doit pourtant un certain nombre de ses caractéristiques : unification des caractères, des poids et des mesures, des largeurs des essieux, centralisation de l'administration, méfiance envers les maisons princières toujours prêtes à dépecer le pays en fiefs autonomes, etc.
- Le moïsme, fondé par Mo Zi (Mo-tseu), est né en réaction au confucianisme. Il rejette les rites et la musique qui font perdre inutilement du temps au peuple, retourne au Ciel et aux esprits (vis-à-vis desquels les confucéens se montraient sceptiques) et nous propose un Amour Universel (à la façon du christianisme - Mo Zi sera d'ailleurs surnommé le Jésus de la Chine). Mo Zi remplace la société patriarcale confucéenne par une sorte de socialisme autoritaire dans lequel le Fils du Ciel doit effectuer une redistribution de toutes les richesses.
- L'École des Noms, ou des Logiciens, s'intéresse au langage et aux relations logiques qu'il décrit, dans le but de convaincre. Lors de l'effervescence intellectuelle de cette période des Cent Écoles, dont l'Académie Jixia fut un lieu représentatif, il fallait débattre et l'emporter sur l'adversaire. En débattant « du dur et du blanc », en démontrant grammaticalement qu'un cheval blanc n'est pas un cheval, ces penseurs, qu'on rapproche souvent des sophistes grecs, déstabilisaient l'interlocuteur.

« Au lieu de s’appliquer à mesurer des effets et des causes, les Chinois s’ingénient à répertorier des correspondances. L’ordre de l’Univers n’est point distingué de l’ordre de la civilisation. Comment songerait-on à constater des séquences nécessaires, immodifiables ? Inventorier des convenances traditionnelles exige un art plus subtil et d’un tout autre intérêt. Savoir, alors, c’est pouvoir. Les souverains, quand ils sont des sages, sécrètent la civilisation. Ils la maintiennent, ils propagent en étendant à toute la hiérarchie des êtres un système cohérent d’attitudes. Ils ne songent pas à la contrainte des lois, puisque le prestige des règles traditionnelles suffit. Les hommes n’ont besoin que de modèles et les choses sont comme eux. On ne s’avise pas de voir dans le monde physique le règne de la nécessité, pas plus qu’on ne revendique pour le domaine moral la liberté. Le macrocosme et les microcosmes se complaisent également à conserver des habitudes vénérables. L’Univers n’est qu’un système de comportements, et les comportements de l’esprit ne se distinguent pas de ceux de la matière. On ne fait point la distinction de la matière et de l’esprit. La notion d’âme, l’idée d’une essence entièrement spirituelle et qui s’opposerait au corps comme à l’ensemble des corps matériels est tout à fait étrangère à la pensée chinoise. »

Ces congruences et correspondances ont été redécouvertes beaucoup plus tard avec La Théorie du Système Général, Théorie de la Modélisation (PUF, 1977) de Jean-Louis Le Moigne[Où ?].

« Les Chinois n’ont aucun goût pour les symboles abstraits. Ils ne voient dans le Temps et l’Espace qu’un ensemble d’occasions et de sites. Ce sont des interdépendances, des solidarités qui constituent l’ordre de l’Univers. On ne pense pas que l’homme puisse former un règne dans la Nature ou que l’esprit se distingue de la matière. Nul n’oppose l’humain et le naturel, ni surtout ne songe à les opposer, comme le libre au déterminé. »

Ces interdépendances ont été redécouvertes beaucoup plus tard avec l’approche écosystémique venue de Californie par les travaux de Gregory Bateson et d’Anthony Wilden.

« La Chine ancienne, plutôt qu’une Philosophie, a possédé une Sagesse. Celle-ci s’est exprimée dans des œuvres de caractères très divers. Elle s’est très rarement traduite sous la forme d’exposés dogmatiques. »

La différence entre « Philosophie » et « Sagesse » est peut-être dans la présence ou l'absence d’exposés dogmatiques.

« On a remarqué depuis longtemps que toute la Sagesse chinoise a des fins politiques. Précisons en disant que les Sectes ou Écoles se sont toutes proposées de réaliser un aménagement de la vie et des activités humaines prises dans leur totalité — entendez : dans la totalité de leurs prolongements, non seulement sociaux, mais cosmiques. Chaque Maître professe une Sagesse qui dépasse l’ordre moral et même l’ordre politique : elle correspond à une certaine attitude vis-à-vis de la civilisation ou, si l’on veut, à une certaine recette d’action civilisatrice. »

Premiers à entrer en contact avec le monde chinois après les Arabes de la route de la soie, les Italiens de la famille de Marco Polo disent avec leur autodérision habituelle: « la philosophie est belle, mais les spaghettis nourrissent »[réf. nécessaire]. Alors, en contraste avec la Philosophie occidentale verbeuse, la Sagesse chinoise est pragmatique et sociale.

« La représentation que les Chinois se font de l’Univers repose sur une théorie du microcosme. Celle-ci se rattache aux premiers essais de classifications de la pensée chinoise. Elle dérive d’une croyance extrêmement tenace : l’Homme et la Nature ne forment pas deux règnes séparés, mais une société unique. Tel est le principe des diverses techniques qui réglementent les attitudes humaines. C’est grâce à une participation active des humains et par l’effet d’une sorte de discipline civilisatrice que se réalise l’Ordre universel. À la place d’une Science ayant pour objet la connaissance du Monde, les Chinois ont conçu une Étiquette de la vie qu’ils supposent efficace pour instaurer un Ordre total. »

L’Ordre est entendu à la fois comme « impératif » et « ordonnancement ». Alors, la « Sagesse », plutôt que la « Philosophie » est la recherche d’une rectitude politique dans l’ordonnancement entre les trois ordres : le ciel, la Terre et la Société humaine. L’idéogramme « Roi » ou « Empereur » (王 wáng) est constitué d’un segment vertical qui relie trois segments horizontaux les uns sur les autres. Le roi serait donc celui qui relie la Nature du ciel et de la Terre (Thiên Dia) à l’Homme, dans l’harmonie de l’Ordre universel.

#### Confucianisme
- Confucius (Kong Zi, K'ong Tseu)
- Mencius (Meng Zi, Mong Tseu), considéré comme le continuateur orthodoxe de Confucius.
- Xun Zi (Siun Tseu), dont l'œuvre écrite représente un des premiers traités structuré de la philosophie confucianiste.
- Dong Zhongshu : l'histoire traditionnelle attribue à son influence l'adoption du confucianisme comme idéologie politique par l'empereur Wudi des Han.
- Zhu Xi, grand réformateur qui fonda le Néo-confucianisme.
- Wang Fuzhi, néo-confucianiste.

#### Taoïsme
- Lao Zi (Lao Tseu)
- Zhuangzi (Tchouang Tseu)

#### Autres courants
- Han Fei Zi, philosophe du courant légiste.
- Mo Zi, fondateur du Mohisme.
- Sun Zi, l'auteur de l'Art de la guerre.